# 미필적 고의
미필적 고의(未必的故意, 영어: gross negligence, dolus eventualis)란 자기의 어떤 행위로 인해 범죄 결과가 일어날 수 있음을 알면서도 그 행위를 행하는 심리 상태를 말한다. 행위자가 범죄의 발생을 적극적으로 유도하지는 않았지만, 자신의 행위가 어떤 범죄를 유발할 수 있다는 가능성을 알면서도 그러한 행위를 하는 의식이다. "내가 하면 누가 죽을지도 몰라. 그렇지만 누군가 죽어도 할 수 없지"라는 인식으로 요약될 수 있다. 예를 들어, 통행인을 칠 수도 있다는 것을 알면서도 골목길을 차로 질주하는 경우, '피해자가 죽을 수도 있겠다라는 생각을 하면서도 의식을 잃을 때가지 폭행을 지속하는 것'을 '미필적 고의'가 있다라고 말한다.

## 판례
- 피고인이 13세 미만 미성년자인 피해자(여, 12세)를 강간하였다고 하여 구 성폭력범죄의 처벌 및 피해자보호 등에 관한 법률(2010. 4. 15. 법률 제10258호 성폭력범죄의 피해자보호 등에 관한 법률로 개정되기 전의 것) 위반으로 기소된 사안에서, 13세 미만의 여자에 대한 강간죄에서 피해자가 13세 미만이라고 하더라도 피고인이 피해자가 13세 미만인 사실을 몰랐다고 범의를 부인하는 경우에는 다른 범죄와 마찬가지로 상당한 관련성이 있는 간접사실 또는 정황사실에 의하여 증명 여부가 판단되어야 하는데, 제반 사정에 비추어 피고인이 범행 당시 이를 미필적으로라도 인식하고 있었다는 것이 합리적 의심의 여지 없이 증명되었다고 단정할 수 없는데도, “피해자가 13세 미만의 여자인 이상 그 당시의 객관적인 정황에 비추어 피고인이 피해자가 13세 미만의 여자라는 사실을 인식하였더라면 강간행위로 나아 가지 아니하였으리라고 인정할 만한 합리적인 근거를 찾을 수 없다면” 같은 법 제8조의2 제1항에서 정하는 강간죄에 관한 미필적 고의가 인정될 수 있다는 법리에 따라 유죄를 인정한 원심판결에 형사재판의 증명책임에 관한 법리를 오해하는 등의 위법이 있다[2].
- 성을 사는 행위를 알선하는 행위를 업으로 하는 자가 성매매알선을 위한 종업원을 고용하면서 고용대상자에 대하여 아동·청소년의 보호를 위한 위와 같은 연령확인의무의 이행을 다하지 아니한 채 아동·청소년을 고용하였다면, 특별한 사정이 없는 한 적어도 아동·청소년의 성을 사는 행위의 알선에 관한 미필적 고의는 인정된다고 봄이 타당하다[3]
- 살인죄의 범의는 자기의 행위로 인하여 피해자가 사망할 수도 있다는 사실을 인식·예견하는 것으로 족하지 피해자의 사망을 희망하거나 목적으로 할 필요는 없고, 또 확정적인 고의가 아닌 미필적 고의로도 족하다[4].
- 어로저지선을 넘어 어로작업을 하면 납북될 염려와 납북되면 그들의 활동을 찬양할 것을 예견하였다고 하더라도 납북되어도 좋다는 생각에서 들어간 것이 아니면 위 범행에 대한 미필적 고의가 있다고 할 수 없다[5].
- 갑이 을의 얼굴에 모포를 씌워 감금하는 등의 행위로 을이 이미 탈진 상태에 이르러 박카스를 마시지 못하고 그냥 흘려버렸고 을을 그대로 두면 죽을 것 같다는 생각이 들었음에도 갑이 을의 얼굴에 모포를 덮어씌워 놓고 그대로 방치하였다면 갑에게는 살인의 미필적 고의가 있다[6].
- 갑이 경영하던 기업이 과다한 금융채무부담, 덤핑판매로 인한 재무구조악화 등으로 특별한 금융혜택을 받지 않는 한 도산이 불가피한 상황에 이르렀는데 갑이 특별한 금융혜택을 받을 수 없음에도 위 상황을 숨기고 대금지급이 불가능하게 될 가능성을 충분히 인식하면서 을로부터 생산자재용 물품을 납품받았다면 편취의 미필적 고의가 인정된다[7].
- 장물알선죄에 있어서 장물의 인식은 확정적 인식임을 요하지 않으며 장물일지도 모른다는 의심을 가지는 정도의 미필적 인식으로도 충분하다[8].
- 도로교통법 제109조 제1호, 제40조 제1항 위반의 죄는 유효한 운전면허가 없음을 알면서도 자동차를 운전하는 경우에만 성립하는, 이른바 고의범이므로, 기존 운전면허가 취소된 상태에서 자동차를 운전하였더라도 운전자가 면허취소사실을 인식하지 못한 이상 이를 도로교통법위반(무면허운전)죄에 해당한다고 볼 수 없고, 관할 경찰당국이 운전면허취소처분의 통지에 갈음하는 적법한 공고를 거쳤다 하더라도, 그것만으로 운전자가 면허가 취소된 사실을 알게 되었다고 단정할 수는 없으며, …… 운전면허증 앞면에 경고 문구가 있다는 점만으로 피고인이 정기적성검사 미필로 면허가 취소된 사실을 미필적으로나마 인식하였다고 추단하기 어렵다는 것이 그 이유이다

### 결과 발생을 용인하는 내심의 의사
- 미필적 고의라 함은 결과의 발생이 불확실한 경우 즉 행위자에 있어서 그 결과 발생에 대한 확실한 예견은 없으나 그 가능성은 인정하는 것으로, 이러한 미필적 고의가 있었다고 하려면 결과 발생의 가능성에 대한 인식이 있음은 물론 나아가 결과 발생을 용인하는 내심의 의사가 있음을 요한다[9]

## 같이 보기
- 무모범